# Patricia Grogan
Patricia Grogan (ur. 18 lipca 1989) – nowozelandzka judoczka.
Startowała w Pucharze Świata w latach 2012-2014. Triumfatorka mistrzostw Oceanii w 2013 i druga w 2014. Mistrzyni kraju w 2007 i 2012 roku.